# Thomas Cheney
Sir Thomas Cheney (též Cheyne) (1485, Shurland Hall, Anglie – 15. prosince 1558, Minster, Anglie) byl anglický politik, diplomat a dvořan. Uplatnil se za vlády Jindřicha VIII., kdy zastával řadu funkcí u dvora a ve státní správě. Mimo jiné byl vzdáleným příbuzným královny Anny Boleynové, vlivné postavení si udržel i v době dramatických zvratů za nástupců Jindřicha VIII. a vysoké úřady držel až do smrti. Byl rytířem Podvazkového řádu.

## Životopis

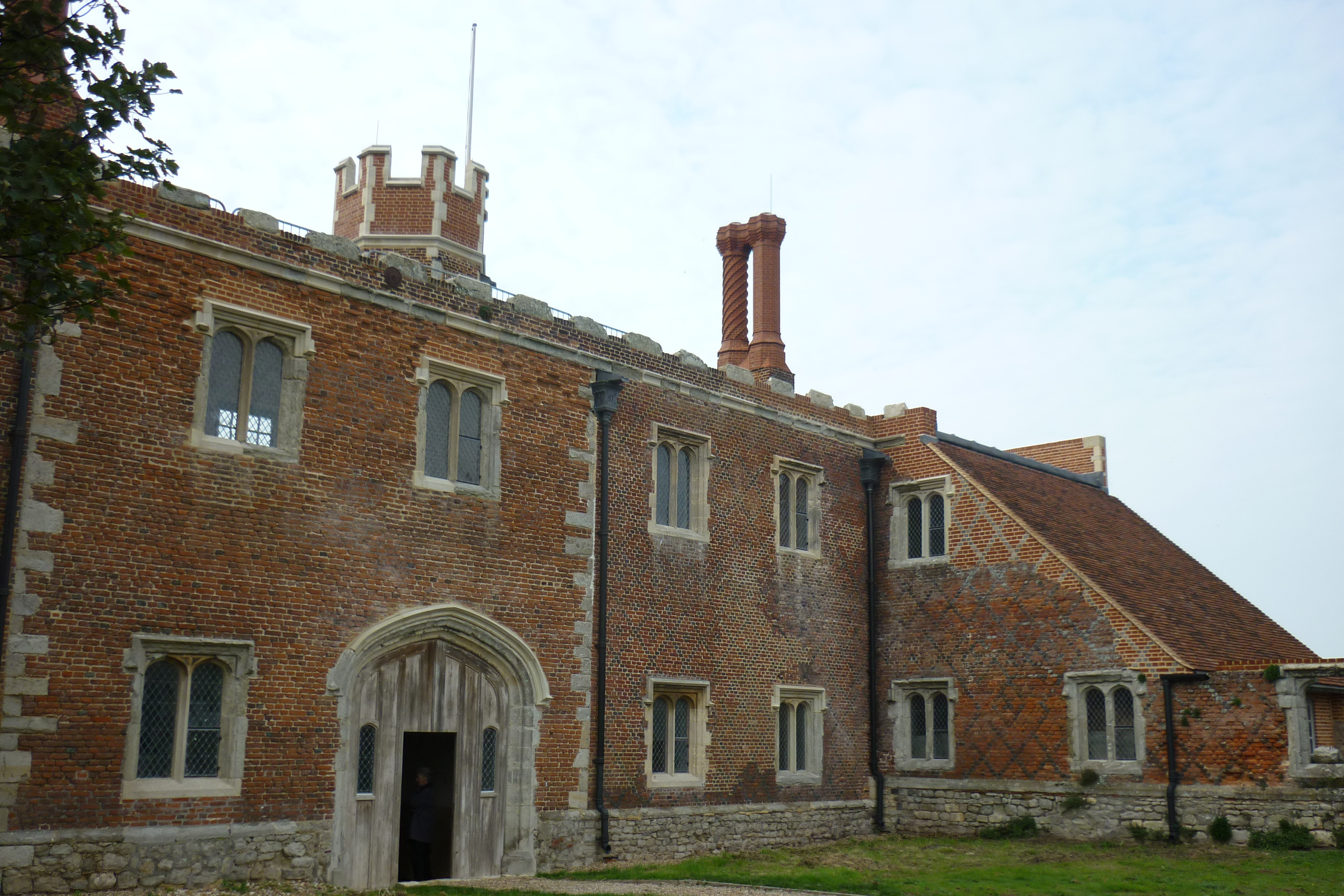
Zámek Shurland Hall (Kent), rodiště Thomase Cheneye

Pocházel ze starobylého šlechtického rodu, byl synovcem vojevůdce válek růží Johna Cheyne, 1. barona Cheyne (1441–1499). Narodil se jako syn Williama Cheyna (1444–1487), šerifa v Kentu a majitele zámku Shurland Hall, po matce Isabel, rozené Boleynové, byl bratrancem královny Anny Boleynové. Po dosažení zletilosti za složitých majetkoprávních poměrů převzal rodové dědictví v hrabství Kent a pod patronátem kardinála Wolseye vstoupil do veřejného života. Od roku 1509 patřil ke dvoru Jindřicha VIII. a v roce 1513 byl povýšen na rytíře. V letech 1515–1516 byl šerifem v Kentu, uplatnil se jako diplomat ve Francii, kde pobýval celkem třikrát (1522, 1526 a 1545). Zastával také post konstábla několika královských hradů, od roku 1526 byl komořím Jindřicha VIII. a díky rozprodeji zestátněných klášterních majetků patřil od 30. let k nejbohatším a nejvlivnějším šlechticům v jihozápadní Anglii. Několikrát byl též členem Dolní sněmovny (1529–1536, 1539–1540, 1541–1544 a 1545–1552).
V letech 1536–1558 zastával s krátkou přestávkou vlivný úřad lorda strážce pěti přístavů a díky této funkci měl pod kontrolou několik volebních obvodů v jižní Anglii. V roce 1539 byl jmenován členem Tajné rady a v letech 1539–1558 byl pokladníkem královského dvora (Treasurer of the Household). V roce 1539 zároveň obdržel Podvazkový řád a nakonec byl lordem místodržitelem v Kentu (1551-1553), kde vlastnil statky. Po smrti Jindřicha VIII. si uchoval vliv i za jeho potomků Eduarda VI. a Marie I., diplomaticky dokázal vymanévrovat i z nástupnické krize v roce 1553 (devítidenní královna Jana Greyová). Vysoké úřady pokladníka královského dvora a lorda strážce pěti přístavů si nakonec udržel až do smrti. O jeho pozici u dvora vypovídá jeho závěť, z níž vyplývá, že si vydržoval až 300 osob služebnictva.
Ze dvou manželství (Frideswide Frowyke, Anne Broughton) měl pět dětí. Z druhého manželství pocházel syn Henry Cheyne (Cheney) (1540–1587), který zastával správní funkce v několika hrabstvích, uplatnil se jako vojevůdce a v roce 1572 byl s titulem barona povolán do Sněmovny lordů.